# Lu'an
Lu'an (cinese: 六安; pinyin: Lù'ān) è una città con status di prefettura cinese della provincia di Anhui.

## Geografia antropica

### Suddivisioni amministrative
La prefettura di Lu'an è a sua volta divisa in 2 distretti e 5 contee.
- Distretto di Jin'an (金安区)
- Distretto di Yu'an (裕安区)
- Contea di Shou (寿县)
- Contea di Huoqiu (霍邱县)
- Contea di Jinzhai (金寨县)
- Contea di Huoshan (霍山县)
- Contea di Shucheng (舒城县)

## Amministrazione

### Gemellaggi
- Varkaus